# Náhuatl del sur de Coahuila
El náhuatl del sur de Coahuila, mexicano de Nueva Tlaxcala o náhuatl neotlaxcalteca es una variante del idioma náhuatl o mexicano que era hablada en el noreste de México, principalmente en los municipios de San Esteban, Parras de la Fuente, Guadalupe y Bustamante. Una variedad lingüística cercana se hablaba en el occidente y centronorte del país, en los municipios de Mexquitic, Teúl, Lagos de Moreno y Colotlán.
Durante la época virreinal, la colonización tlaxcalteca del noreste novohispano dio lugar a la fundación de nuevos asentamientos y ciudades, siendo San Esteban de Nueva Tlaxcala, en el sur de Coahuila, la más influyente, pues de esta partían familias de colonos neotlaxcaltecas hacia la fundación de nuevas ciudades como San Miguel de Aguayo (hoy Bustamante, Nuevo León), San Francisco de Coahuila (hoy Monclova, Coahuila) y Santa María de las Parras (hoy Parras de la Fuente, Coahuila). De esta última, a su vez, partieron familias para fundar Viesca.
Esta variante septentrional, derivada del náhuatl tlaxcalteca del siglo XVI, desarrolló innovaciones en el habla, tal y como se observa en los documentos escritos en el náhuatl neotlaxcalteca, procedentes principalmente del sur de Coahuila y el norte de Nuevo León, ya que existía en una región casi desprovista de otros asentamientos nahuas. Existe un pequeño vocabulario de esta variante, el cual fue publicado en el siglo XX.

## Historia
Hay un extenso registro de documentos escritos en esta variedad de náhuatl desde el inicio del asentamiento nahua en el norte de Nueva España. Durante los siguientes siglos, el náhuatl de Coahuila evolucionó de forma independiente al náhuatl de Tlaxcala.
Los neotlaxcaltecas se preocuparon por preservar su lengua, jugando un importante papel como símbolo de su identidad propia, distinguiéndolos así de los españoles y de los chichimecas. El capitán Alonso Pérez de León, en su Historia de Nuevo León escrita en el siglo XVII, documentó que en el Nuevo Reino de León se impulsó la enseñanza del náhuatl y el español en detrimento de las demás lenguas de la región. En la segunda mitad del siglo XVIII, los neotlaxcaltecas explicaron al virrey de Nueva España que ellos mismos daban la doctrina en lengua mexicana reclamando que el padre ministro en turno no predicaba en su lengua.
Es posible que el último reducto de esta variedad de náhuatl haya sido Saltillo, Coahuila, hasta mediados del siglo XX. Sin embargo, los censos de los últimos años del siglo XIX indicaban que el número de hablantes ya era muy reducido. En el caso de Nuevo León, también está documentado su uso hasta finales del mismo siglo en por lo menos dos municipios. En su libro Nomenclatura geográfica de México, publicado en el año 1897, Antonio Peñafiel ya había catalogado el náhuatl de Coahuila en peligro de extinción.
Uno de los últimos hablantes del náhuatl de Nueva Tlaxcala fue Don Cesáreo Reyes, un nahuatlato nativo de Saltillo que fue entrevistado en 1949 por la revista Tlalocan, indicando la situación lingüística de su tiempo y algunas razones por las que la lengua cayó en desuso, como la imposición del idioma español en las escuelas de su comunidad, pues en ese tiempo, San Esteban de Nueva Tlaxcala ya había sido completamente anexionado a la ciudad de Saltillo.
Esta variante de náhuatl ha influido mucho en el habla de la Comarca Lagunera, donde permanecen muchos nahuatlismos en uso en el español local, entre lo que se conoce como lagunerismos. En varios municipios neoleoneses también se conservan palabras de origen náhuatl en el habla local. En la actualidad, se ha desarrollado un proyecto de recuperación lingüística de la variante neotlaxcalteca en el municipio de Bustamante, Nuevo León.

## Literatura
Aunque escribieron una enorme cantidad de documentos legales en náhuatl, es poco lo que se sabe sobre la literatura propia de los neotlaxcaltecas. Solo se conoce un corto poema náhuatl escrito en esta variante, registrado y publicado por la revista Tlalocan y dado por Don Cesáreo Reyes.

Onpa tsintlan tepetl
xochitl mowiwilana,
monextia se konetsintli
ke noyollo kitihtilana.

Poesía tlaxcalteca de Saltillo

En el mismo artículo de la revista también se muestra un vocabulario y una traducción libre del poema anterior al español: Allá, bajo aquella montaña, se aparece una virgen, que mi corazón la llama.

## Frases de ejemplo
¿Mostla para kanpis timowika?
¿Mañana para dónde te vas?
Astah mostla, si yehwatsin kimonekiltia.
Hasta mañana, si Él quiere.
Non ichpokatsin san kwaltetsin.
Esa muchacha es bonita.
¿Keman walmowikas non telpokatsin?
¿Cuándo vendrá ese joven?
Nin atsintli se koni wan pahti.
Esta agua venerable la bebe uno y sana.